# Guillaume du Choul
Guillaume du Choul (1496 circa – 4 novembre 1560) è stato un antiquario, umanista, numismatico e collezionista francese.

## Biografia

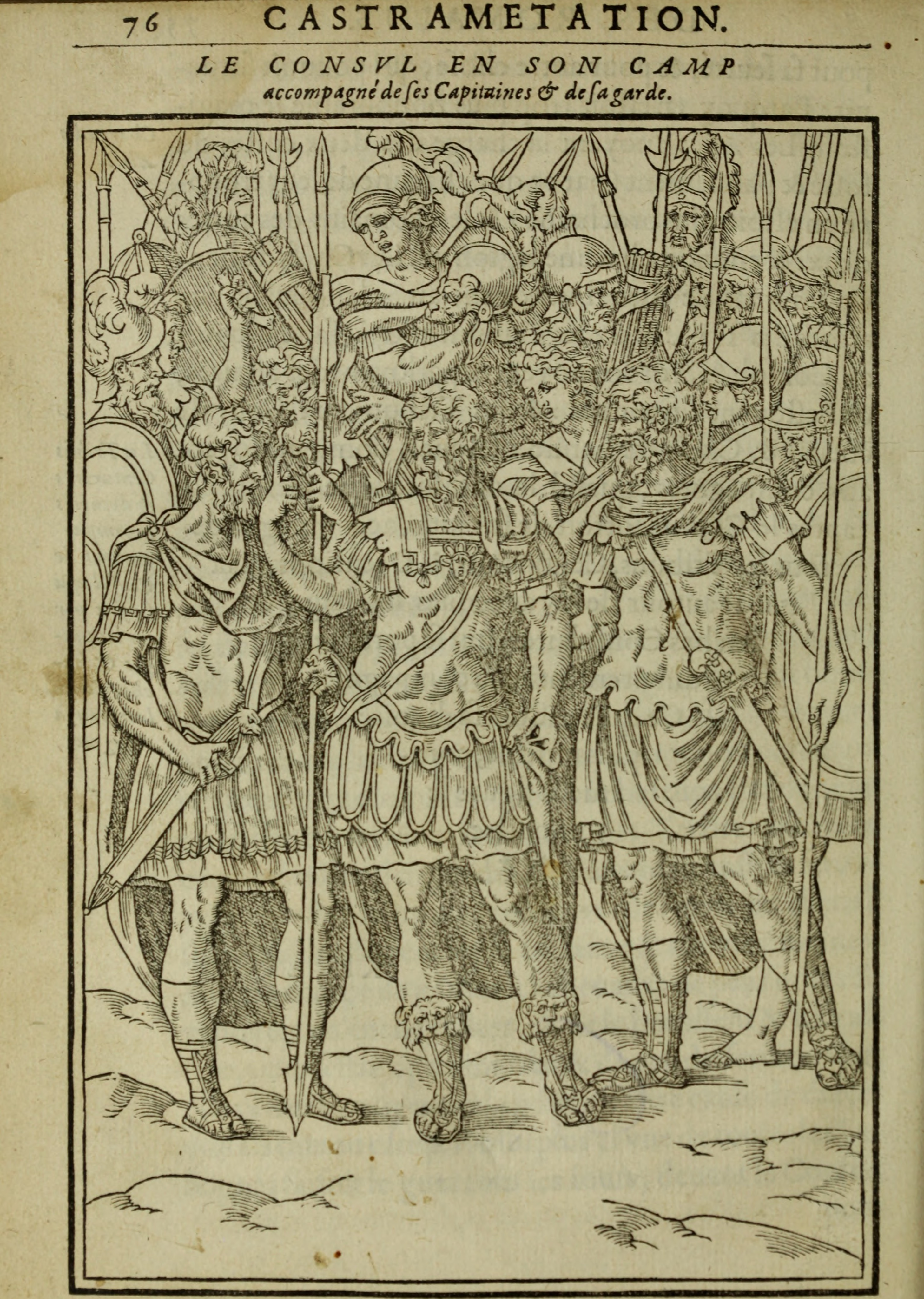
Discorso della Religione antica de'Romani.

Guillaume du Choul apparteneva a una famiglia di uomini di legge di Lione. Il padre, che era un commerciante, aveva spostato il 3 luglio 1494 Philiberte Sève ed era morto prima del 17 novembre 1497. 
Verso gli anni 1510, Guillaume studiò diritto all'Università di Valence, che doveva la sua fama al rettore Philippe Décius. Fu riconosciuto dottore in diritto, poi ricoprì la carica di bailli delle Montagne di Delfinato dall'11 aprile 1522, la cui sede era comunque a Lione. 
L'anno seguente fu nominato maestro delle richieste ordinarie del delfino (25 ottobre 1523), ma sembra che non mai esercitato questo incarico. Prima del 1522 sposò Claire Faure, di Valence, che gli diede un figlio, Jean, e poi si risposò il 22 aprile 1532 a Parigi, con Madeleine Allegrin, da cui ebbe un secondo figlio, Claude, e una figlia, Madeleine. 
Guillaume du Choul era cugino del poeta Maurice Scève, che fu testimone al matrimonio di sua figlia il 22 aprile 1563. Era anche imparentato con l'umanista senese Claudio Tolomei tramite il matrimonio di sua cugina Sybille Sève. L'attività di Du Choul come balivo delle Montagne è poco conosciuta. Per contro è ben documentato come antiquario nel periodo 1536-1538 grazie alla testimonianza di studiosi che hanno seguito il tribunale di Lione, e nel periodo 1546 - 1556 di cui testimoniano le sue opere.
La tradizione spiega la sua vocazione di antiquario per effetto del luogo, giacché risiedeva al Gourguillon, una strada sulla Fourvière, la collina che domina Lione, ritenuta ricca di resti archeologici. Nulla permette di verificare questa intuizione dei biografi di Lione, ma si nota che la prima manifestazione della sua curiosità per l'antiquariato si è verificato a Valence nel 1516, e si può ritenere che l'ambiente universitario non sia stato estraneo a questo interesse. Inoltre l'ampiezza della sua rete di corrispondenti in Francia e in Italia gli permettevano di ricevere numerosi pezzi che il suolo della sua patria non era senza dubbio in grado di fornirgli. 
Du Choul non possedeva senza dubbio né statue né iscrizioni antiche. Le sue collezioni divennero tuttavia famose dal 1537, non soltanto per il medagliere (uno dei primi a essere documentato in Francia) ma anche per le collezioni di immagini che, a dire dei suoi contemporanei, ha restituito la vita all'antica Roma. Si comprende così l'interesse documentario di questa raccolta, che completava una biblioteca dove c'erano pubblicazioni recenti degli antiquari italiani.
Secondo una testimonianza più tarda (1555), du Choul possedeva anche delle conchiglie rare e altro oggetti acquistati a gran prezzo, il che dimostra che le sue collezioni prendevano l'aspetto di una camera delle meraviglie, struttura che invece si diffonde generalmente nel XVII secolo. 
La collezione consisteva in effetto di libri stampati, manoscritti letterari (tra cui un Boccaccio fiorentino del XV secolo) stampe, disegni, monete, medaglie e placchette, gemme e conchiglie.

## Opere
- De antiquorum imperatorum imaginibus, ms. non retrouvé (rédaction jusqu'en 1538 au plus tard).
- Des antiquités romaines premier livre, Turin, Biblioteca Reale, ms. varia 212 (fait par le commandement du roi, rédaction de 1538 (?) à 1547).
- Douze livres des antiquitez de Rome, ms. non retrouvé (rédaction de 1538 (?) à 1555 au plus tard).
- Discours sur la castrametation et discipline militaire des Romains, Lyon, G. Rouillé, 1554 (rédaction de 1546 au plus tard à 1554 au plus tard).
- Des bains et de la palestre, BnF, ms. fr. 1314 (rédaction de 1546 au plus tard à 1547).
- Des bains et antiques exercitations grecques et romaines, Lyon, G. Rouillé, 1554 (fait par le commandement du roi, rédaction de 1546 au plus tard à 1554 au plus tard).
- Discours de la religion des anciens Romains, Lyon, G. Rouillé, 1556 (rédaction de 1546 au plus tard à 1556 au plus tard).
- Des epigrammes de toute la Gaule, ms. non retrouvé (rédaction de 1546 au plus tard à 1556 au plus tard).
- De re nautica, University of Minnesota library, James Bell collection (rédaction vers 1550 ?).
- Epistre consolatoire… envoyee a illustre dame, ma dame de Chevrieres, Lyon, J. Temporal, 1555, BnF, Ln27-4235 (rédaction en 1555).
- De imaginibus, sive de natura deorum, ms. non retrouvé (rédaction jusqu'en 1556 au plus tard).
- Des animaux feroces et estranges, ms. non retrouvé (fait par le commandement du roi, rédaction jusqu'en 1556 au plus tard).